# كاترينا غري
كاترينا غري هي ممثلة سلوفاكية، ولدت في 1987 في ايلافا في سلوفاكيا.

## وصلات خارجية
- كاترينا غري على موقع IMDb (الإنجليزية)
- كاترينا غري على موقع قاعدة بيانات الفيلم (الإنجليزية)